# 牛城乡 (柘城县)
牛城乡，是中华人民共和国河南省商丘市柘城县下辖的一个乡镇级行政单位。

## 行政区划
牛城乡下辖以下地区：
牛城村、张堂村、元庄村、李寨村、草帽王村、单桥村、李丹村、田玉白村、梁老家村、马庄村、何堂村、史庄村、陈楼村、杨庄村、王楼岩村、金陈村、韩庄村、药材厂村、穆庄村、大王村、郑楼村、李桥村、北郑村、王娄村、固堆村、王大刘村、陈天平村和郭村岗村。